# Paew Snidvongseni
Thanphuying Paew Snidvongseni (thaï : แผ้ว สนิทวงศ์เสนี ; Système général royal de transcription du thaï : Phaeo Sanitwongseni, née Paew Suddhiburana (thaï : แผ้ว สุทธิบูรณ์ ; RTGS : Système général royal de transcription du thaï : Phaeo Sutthibun), était une spécialiste de la danse classique thaïlandaise. Elle était mariée au prince Asdang Dejavudh (en).

## Biographie
Née le 25 décembre 1903, Paew Suddhiburana fut présentée au palais du prince Asdang Dejavudh à l'âge de huit ans et y apprit l'art auprès des instructeurs royaux. Elle finit par épouser le prince, mais celui-ci mourut jeune, à l'âge de 36 ans. Paew se remaria avec Mom Rajawongse Tan Snidvongs (ou Mom Snidvongseni), qui était diplomate, et elle observait les cultures de danse de divers pays lors de leurs fréquents voyages. Elle rejoignit ensuite le département des beaux-arts en tant qu'experte en danse thaïlandaise. Elle y créa de nouvelles interprétations et de nombreux styles de danse, en s'inspirant de genres étrangers ainsi que traditionnels.
Pour ses contributions à l'art, elle a été nommée Artiste national de Thaïlande dans le domaine des arts du spectacle lors de la remise du premier prix en 1985.

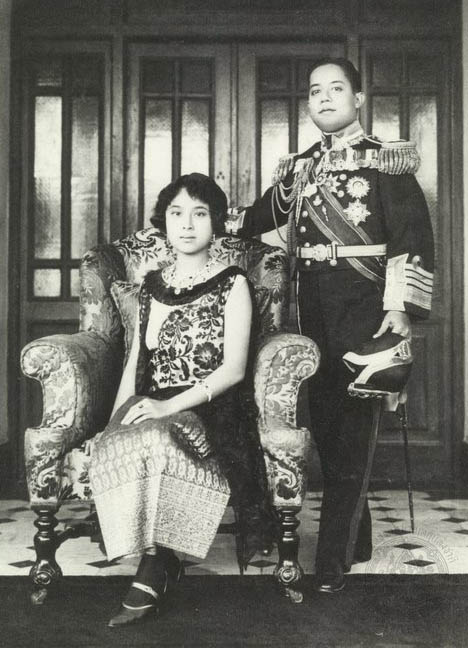
Avec son époux Asdang Dejavudh, avant 1924

## Œuvres
Parmi ses œuvres les plus connues, on peut citer : la danse Sukhothaï, la danse du sacrifice de Manohara (en) (un épisode de la pièce de théâtre lakhon chatri (en) Phra Suthon et Manohara), la danse Hanao de Chuichai, une mise en scène de la pièce de théâtre lakhon nok Kawee et une danse masquée khon du Ramakien, La Défaite de Kakanasura.
On peut aussi regarder le film de Rattana Pestonji intitulé The Diamond Finger  (thaï : นิ้วเพชร), un moyen métrage de 27 minutes réalisé en 1958 , et qui est une adaptation cinématographique d'un spectacle de danse thaïlandaise khon chorégraphié par Paew Snidvongseni narrant un épisode du Ramakien, où "Vishnou anéantit Nonthuk",.

## Décorations
- Ordre de la Chula Chom Klao
- Ordre de la Couronne de Thaïlande